# Марія Чентраккьо
Марія Чентраккьо (італ. Maria Centracchio, нар. 28 вересня 1994) — італійська дзюдоїстка, бронзова призерка Олімппійських ігор 2020 року.

## Виступи на Олімпіадах
| Олімпіада  | Дисципліна | Місце |
| ---------- | ---------- | ----- |
| Токіо 2020 | до 63 кг   | 3     |